# Pedro Mascarenhas Júdice
Pedro Paulo Mascarenhas Júdice (Silves, 14 de Abril de 1875 - 28 de Julho de 1944), foi um historiador e engenheiro agrónomo português, que deixou um importante contributo sobre a história do Algarve, principalmente no concelho de Silves.

## Biografia

### Nascimento
Nasceu em Silves, em 14 de Abril de 1875. Formou-se como engenheiro agrónomo.

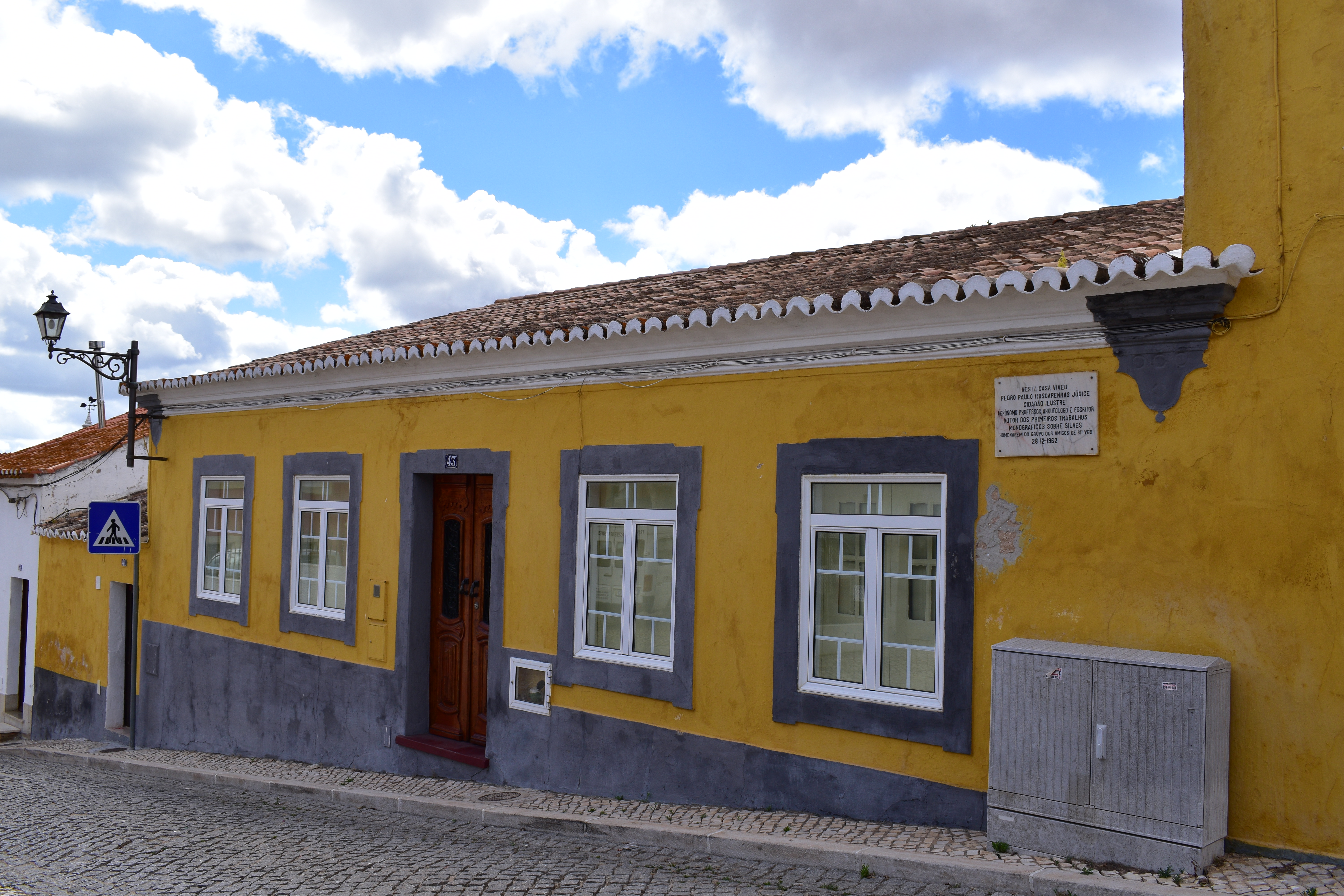
Casa onde viveu Pedro Paulo Mascarenhas Júdice.

### Carreira
Trabalhou em vários cargos públicos, embora seja mais conhecido devido à sua carreira como historiador de Silves, tendo escrito vários artigos nos jornais sobre monumentos da cidade, como a Sé Catedral , o Castelo e a Cruz de Portugal. Em 1911, publicou a obra Atravez de Silves - I Parte - Sé, Castello, Cruz de Portugal, Pelourinho, que foi o primeiro de três volumes sobre a história da cidade.
Foi um correspondente de José Leite de Vasconcelos entre 1910 e 1933, tendo convidado o importante arqueólogo a investigar a zona da Praia de Quarteira em 1911, e em 1917 comunicou-lhe a descoberta de vestígios de um pavimento romano na Abicada, dando início à investigação daquele importante sítio arqueológico. Mascarenhas Júdice também lhe pediu para avaliar os seus artigos e livros, que foram aprovados pelo eminente arqueólogo, tendo Leite de Vasconcelos sugerido igualmente que publicasse uma monografia sobre Silves.
Também recolheu várias peças históricas de Silves, que enviou para o  Museu Nacional de Arqueologia, em Lisboa, incluindo uma placa de xisto com texto no Alfabeto árabe, e duas estátuas de metal da segunda Idade do Ferro, que identificou como uma santa e uma cabrinha. Também referiu ter em sua posse uma candeia islâmica em forma de bico de pato e cerca de meio milhar de moedas, e emprestou ao museu de Lisboa uma esfinge funerária, que foi atribuída a cerca do Século IV a.C.. Acompanhou igualmente várias escavações nas ruas de Silves para a instalação de esgotos, tendo recomendado aos responsáveis que preservassem quaisquer peças antigas que encontrassem.

### Falecimento e homenagens
Faleceu em 28 de Julho de 1944.
Uma placa comemorativa foi colocada na casa onde viveu, em Silves.

## Obras publicadas
- Atravez de Silves - I Parte - Sé, Castello, Cruz de Portugal, Pelourinho (1911)
- Atravez de Silves - II Parte
- Atravez de Silves - III Parte
- Na sessão inaugural do Instituto Arqueológico do Algarve (1915?)
- Contribuição para a história da agricultura portuguesa (1920)